# Grande Muralha Verde (China)
A Grande Muralha Verde, oficialmente conhecida como Programa de Floresta de Abrigo de Três Nortes (chinês tradicional: 三北防護林, chinês simplificado: 三北防护林, pinyin: Sānběi Fánghùlín), também conhecido como Programa de Abrigo de Três Nortes, é uma série de faixas de floresta corta-ventos plantadas pelo homem (faixas de proteção) na China, projetadas para conter a expansão do Deserto de Gobi, e fornecer madeira para a população local. O programa começou em 1978 e está planejado para ser concluído por volta de 2050, quando terá 4.500 quilômetros de extensão.  O nome do projeto indica que ele será executado nas três regiões do Norte: Norte, Nordeste e Noroeste. Este projeto tem precedentes históricos que datam de antes da Era Comum. No entanto, em períodos pré-modernos, os projetos de florestamento patrocinados pelo governo ao longo das regiões de fronteira históricas eram principalmente para fortificação militar. 